# Badenstraße 12 (Stralsund)
Das Haus mit der postalischen Adresse Badenstraße 12 ist ein unter Denkmalschutz stehendes Wohngebäude in der Badenstraße in Stralsund, an der Ecke zur Jacobiturmstraße.

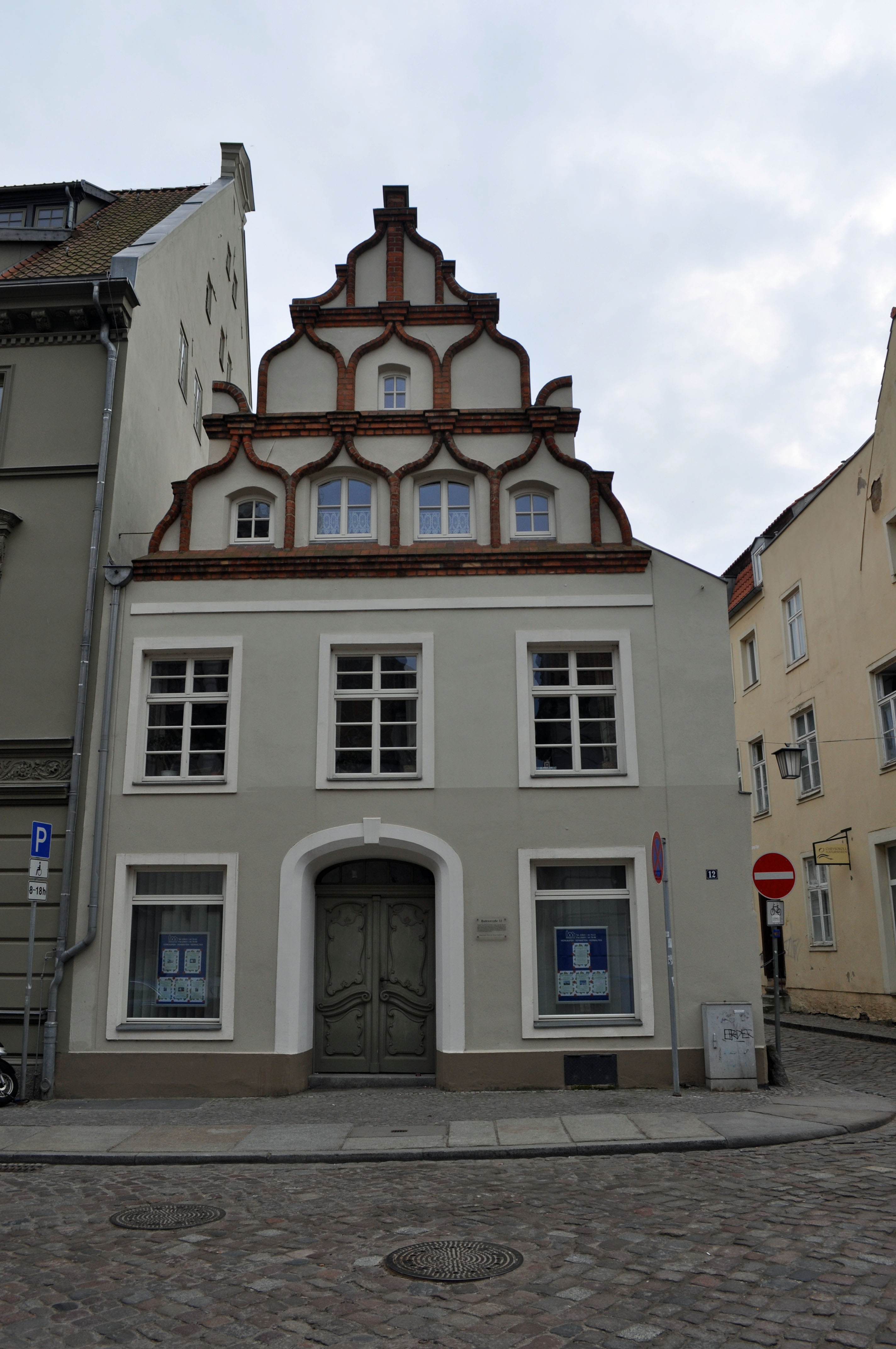
Haus Badenstraße 12 in Stralsund (2012)

## Beschreibung und Geschichte
Das zweigeschossige, dreiachsige Giebelhaus wurde Mitte des 16. Jahrhunderts errichtet.
Das Portal stammt aus der Mitte des 18. Jahrhunderts. Die Gestaltung der Putzfassade ist schlicht. Der Giebel zeigt aufgelegte, spätgotisch gestaltete Kielbögen und im Stil der Renaissance ausgeführte kräftige Gesimse.
Nach einem Brand im Jahr 1965 wurde es repariert, wobei Archäologen im Keller ein Zinngefäß mit 230 Silbertalern aus den Prägejahren 1541 und 1626 fanden. Während der Pest 1629 starben die Hausbewohner aus.
Das Haus steht im Kerngebiet des von der UNESCO als Weltkulturerbe anerkannten Stadtgebietes des Kulturgutes Historische Altstädte Stralsund und Wismar. In die Liste der Baudenkmale in Stralsund ist es mit der Nummer 58 eingetragen.